# Surco (distrito)

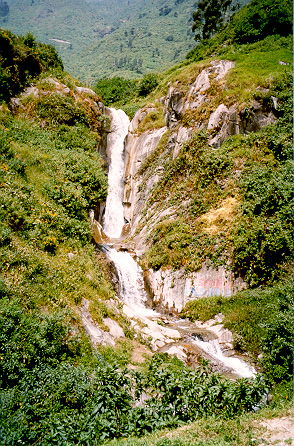
Catarata de Pacapala

O Distrito peruano de Surco é um dos trinta e dois distritos que formam a Província de Huarochirí, situada no Departamento de Lima, pertencente a Região Lima, na zona central do Peru.

## Características
Foi criado pela lei regional 359 em 15 de setembro de 1920, localizado a 3.008 metros sobre o mível do mar. Sua Igreja central tem como patrono a São Jerônimo. Além de possuir diversas cascadas em sua cercanía como Pacapala, Linday, Songos, Mortero e Huanano.

## Transporte
O distrito de Surco é servido pela seguinte rodovia:
- PE-22, que liga o distrito de Ate (Província de Lima) à cidade de La Oroya (Região de Junín) [4][5][6]